# Szentiványi Kálmán (író)
Szentiványi Kálmán (Peremarton, 1921. május 9. – Budapest, 1996. február 28.) író, újságíró.

## Élete
1934 és 1941 között Veszprémben és Peremartonban dolgozott mint munkás, majd a második világháborút követően a Nemzeti Parasztpárt Veszprém megyei titkára lett, s egyúttal a megye földosztó miniszteri biztosa. 1949-től oktatott a móri vájáriskolában, 1952-től pedig szakszervezeti sportfelelősként tevékenykedett Fejér és Veszprém megyében. Diplomáját esti egyetemen szerezte, ezután üzemi lapoknak volt a főszerkesztője. 1943-ban jelent meg első verseskötete Keresztutak címmel, ezt követte 1944-ben az Át a tengeren című kisregénye.

## Művei
- Keresztutak közt. Versek; Turul, Bp., 1943 (Turul könyvek)
- Bontakozó világ. Regény; Athenaeum, Bp., 1950
- A molnárlány. Elbeszélések; Szépirodalmi, Bp., 1956
- Tűztorony. (regény) Budapest, 1956
- A völgy emberei. Regény; Kossuth, Bp., 1957
- A sárga kezű lányok. (regény) Budapest, 1958
- Az előénekes. Kisregények és elbeszélések; Szépirodalmi, Bp., 1959
- Nyugati szivárvány. (regény) Budapest, 1960
- A földalatti folyam. (regény) Budapest, 1961
- Fekete kerítések mögött. (regény) Budapest, 1962
- A szerencse fiai. (regény) Budapest, 1963
- Hajnali madarak. (regény) Budapest, 1967
- Szerelem Tripoliszban; Magvető, Bp., 1969
- A láthatatlan árok. Regény; Magvető, Bp., 1970
- A félszárnyú madár; Egyetemi Ny., Bp., 1974 (Kozmosz könyvek)
- Zöld sátrak Szibériában. (regény) Budapest, 1977
- Angyalföldi rapszódia. Szociográfikus regény; Kossuth, Bp., 1982